# Saint-Martin-de-Sescas
Saint-Martin-de-Sescas ist eine französische Gemeinde mit 563 Einwohnern (Stand: 1. Januar 2022) im Département Gironde in der Region Nouvelle-Aquitaine (vor 2016 Aquitaine). Sie gehört zum Arrondissement Langon und zum Kanton L’Entre-deux-Mers. Die Einwohner werden Sescassiens genannt.

## Geographie
Die Gemeinde Saint-Martin-de-Sescas liegt an der Garonne, etwa zehn Kilometer ostnordöstlich von Langon. Umgeben wird Saint-Martin-de-Sescas von den Nachbargemeinden Saint-André-du-Bois im Nordwesten und Norden, Sainte-Foy-la-Longue im Nordosten, Caudrot im Osten, Castets et Castillon im Südosten und Süden sowie Saint-Pierre-d’Aurillac im Westen. 

## Bevölkerungsentwicklung
| Jahr                       | 1962 | 1968 | 1975 | 1982 | 1990 | 1999 | 2008 | 2013 | 2020 |
| Einwohner                  | 449  | 427  | 374  | 401  | 426  | 471  | 494  | 591  | 571  |
| Quellen: Cassini und INSEE |      |      |      |      |      |      |      |      |      |

## Sehenswürdigkeiten
- Kirche Saint-Martin aus dem 12. Jahrhundert, Monument historique seit 1908/1925

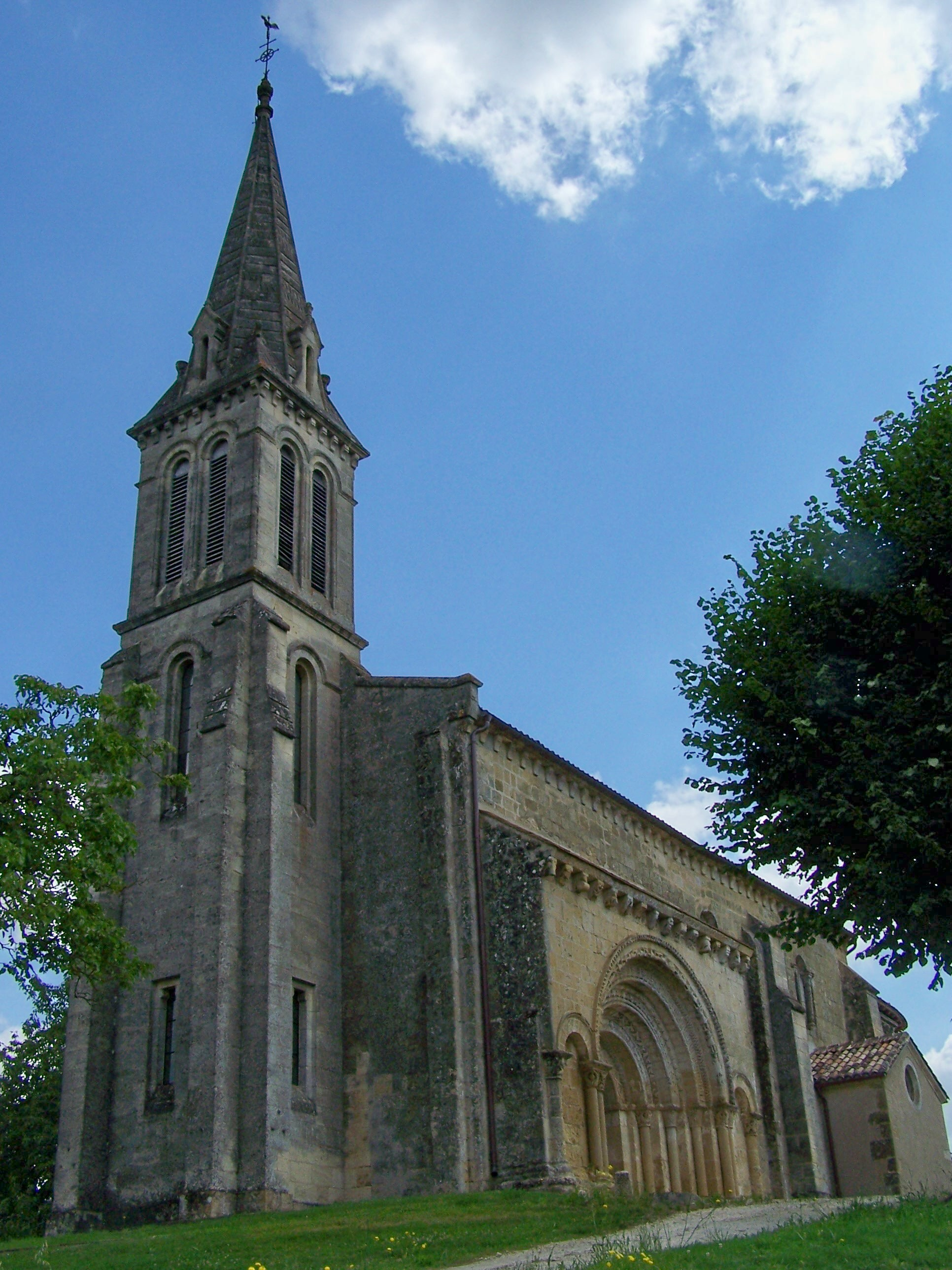
Kirche Saint-Martin
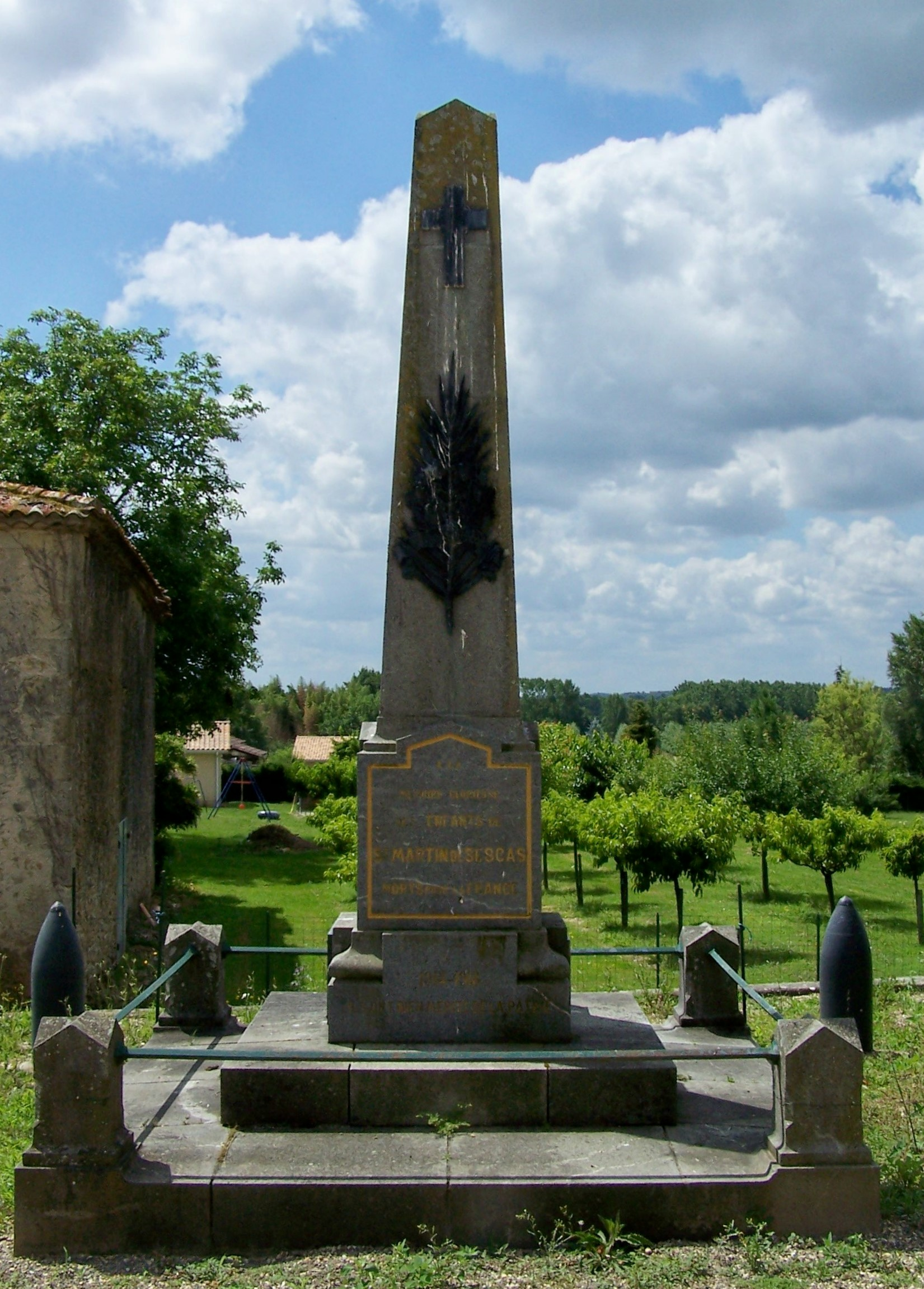
Gefallenendenkmal